# Archidona (Spanien)

Archidona (rechts) im ehemaligen Königreich Sevilla

Archidona ist eine südspanische Kleinstadt sowie eine aus drei Weilern (pedanías) und mehreren Einzelgehöften bestehende Gemeinde (municipio) mit 8.042 Einwohnern (Stand: 2024) in der Provinz Málaga in der Autonomen Region Andalusien. Das Ortszentrum ist als Conjunto histórico-artístico anerkannt.

## Lage und Klima
Die Kleinstadt Archidona liegt am Fuß der knapp 1000 m hohen Bergkette der Sierra de Gracia ca. 56 km nördlich der Hafenstadt Málaga in einer Höhe von ca. 720 m. Das Klima im Winter ist gemäßigt, im Sommer dagegen warm bis heiß; die eher geringen Niederschlagsmengen (ca. 610 mm/Jahr) fallen – mit Ausnahme der nahezu regenlosen Sommermonate – verteilt übers ganze Jahr.

## Bevölkerungsentwicklung
| Jahr      | 1857  | 1900  | 1950   | 2000  | 2020  |
| Einwohner | 7.410 | 8.894 | 12.319 | 8.157 | 8.097 |

Der deutliche Bevölkerungsrückgang seit den 1950er Jahren ist im Wesentlichen auf die Mechanisierung der Landwirtschaft, die Aufgabe bäuerlicher Kleinbetriebe und den daraus resultierenden Verlust von Arbeitsplätzen zurückzuführen (Landflucht).

## Wirtschaft
Die Menschen früherer Jahrhunderte lebten im Wesentlichen als Selbstversorger von der Landwirtschaft; im Ort selbst ließen sich auch Händler, Handwerker und Dienstleister aller Art nieder. Die strategisch vorteilhafte Lage an einem alten Handelsweg zwischen Binnenland und Küste sorgte für eine langsame aber stetige Entwicklung. Heute gehört Archidona zu den zugelassenen Gemeinden für den Anbau von Malagaweinen; außerdem stellen der Anbau von Oliven sowie der innerspanische Tourismus die wesentlichen Grundlagen des wirtschaftlichen Lebens der Gemeinde dar.

## Geschichte
Erstmals ist der Name von Archidona phonetisch uneinheitlich in arabischen Quellen verzeichnet, was dafür spricht, dass die arabischen Autoren (al-Bakrī, al-Ḥimyarī) die den Ort mal Aršiḏūna mal Arǧiḏūna (oder auch Uršuḏūna bzw. Urǧuḏūna) wiedergaben, Schwierigkeiten hatten, den romanischen Namen in ihrer Schriftsprache adäquat wiederzugeben. Etymologen führen den Ortsnamen auf den lateinischen Personennamen Arcius zurück.
Auf dem Gemeindegebiet wurden steinzeitliche Funde gemacht, die möglicherweise den Neandertalern zuzurechnen sind. Auch bronzezeitliche Keramikscherben wurden entdeckt.
In der Antike stand die Gegend zunächst unter phönizischem, später unter karthagischem Einfluss.
In römischer und westgotischer Zeit muss der Ort besiedelt gewesen sein. Zu Beginn des 8. Jahrhunderts wurde die Region von den Mauren erobert, im 9. Jahrhundert die ortsbeherrschende Burg errichtet.
Archidona (Medina Arxiduna) und die Nachbarstadt Antequera (Medina Antaquira) lagen nahe der Strecke von Córdoba nach Málaga. Im Jahr 1326 fand in der Nähe die Schlacht am Guadalhorce statt, bei der die Truppen des kastilischen Königs Alfons XI. (reg. 1312–1350) siegreich blieben. Dennoch blieb die Stadt noch bis zur Rückeroberung (reconquista) durch den Calatrava-Ritterorden im Jahr 1462 in islamischer Hand. Bis zur Eroberung Granadas (1492) lag der Ort nahe der Grenze zwischen den christlichen Gebieten des Königreichs Sevilla und dem Nasridenreich. In der Folgezeit begann eine rege Bautätigkeit, die im 17. und 18. Jahrhundert ihren Höhepunkt erreichte.

## Sehenswürdigkeiten
- Von der mauerumgürteten mittelalterlichen Festung auf dem Burgberg sind nur wenige Reste erhalten; eines der abgewinkelten Portale mit den umgebenden Mauern wurde rekonstruiert.[11][12]
- Wichtigster Bau auf dem Festungsberg ist die Ermita de la Gracia, die ursprünglich eine Moschee (mezquita) war, die jedoch nach der Eroberung der Stadt durch die Christen in eine Kirche umgewandelt wurde. Ihre drei Schiffe sind durch antike oder westgotische Säulen – zum Teil mit gedrehten Kanneluren – voneinander getrennt; die einzelnen Joche haben offene Dachstühle.[13]

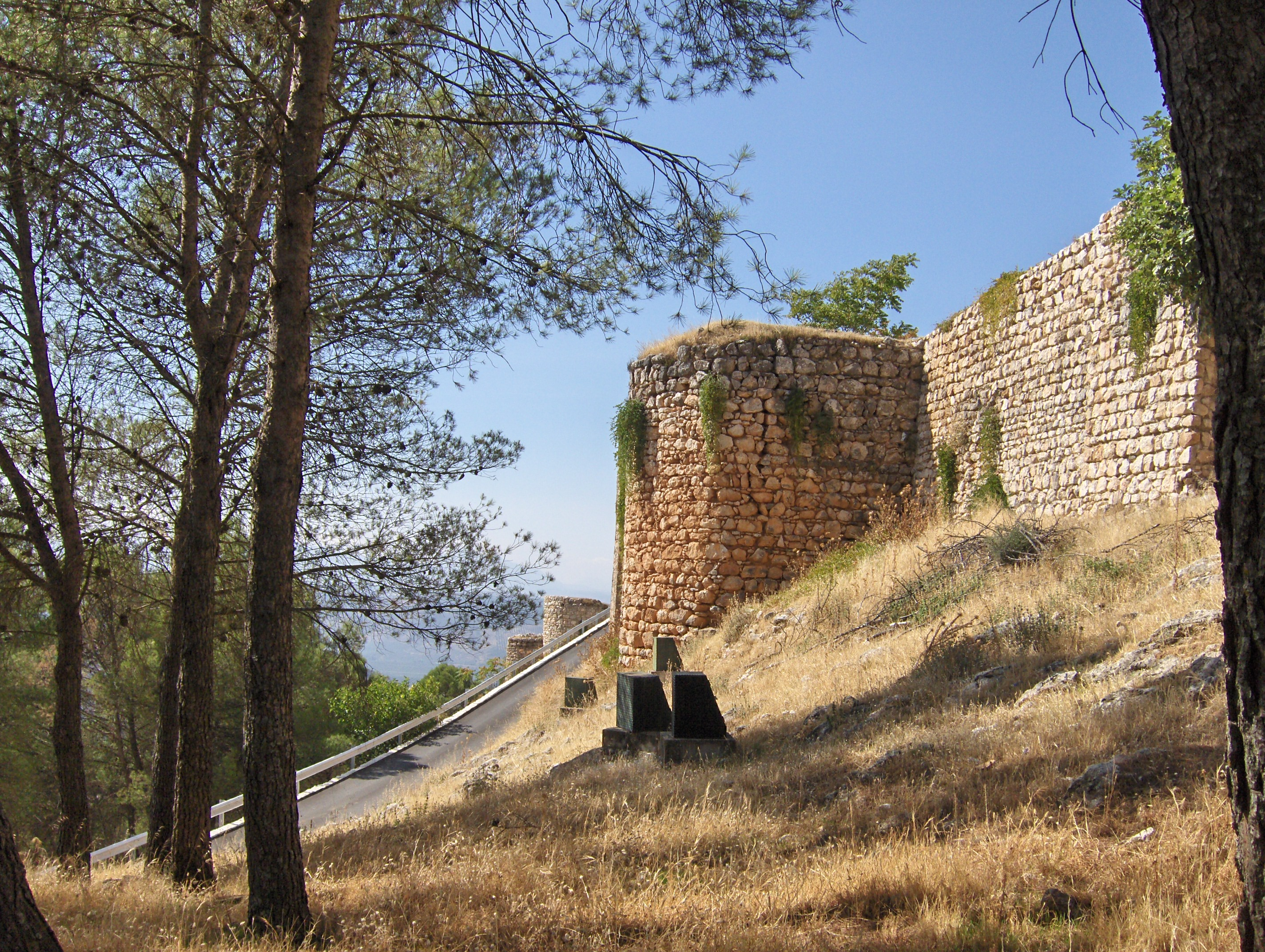
Mauern am Festungsberg
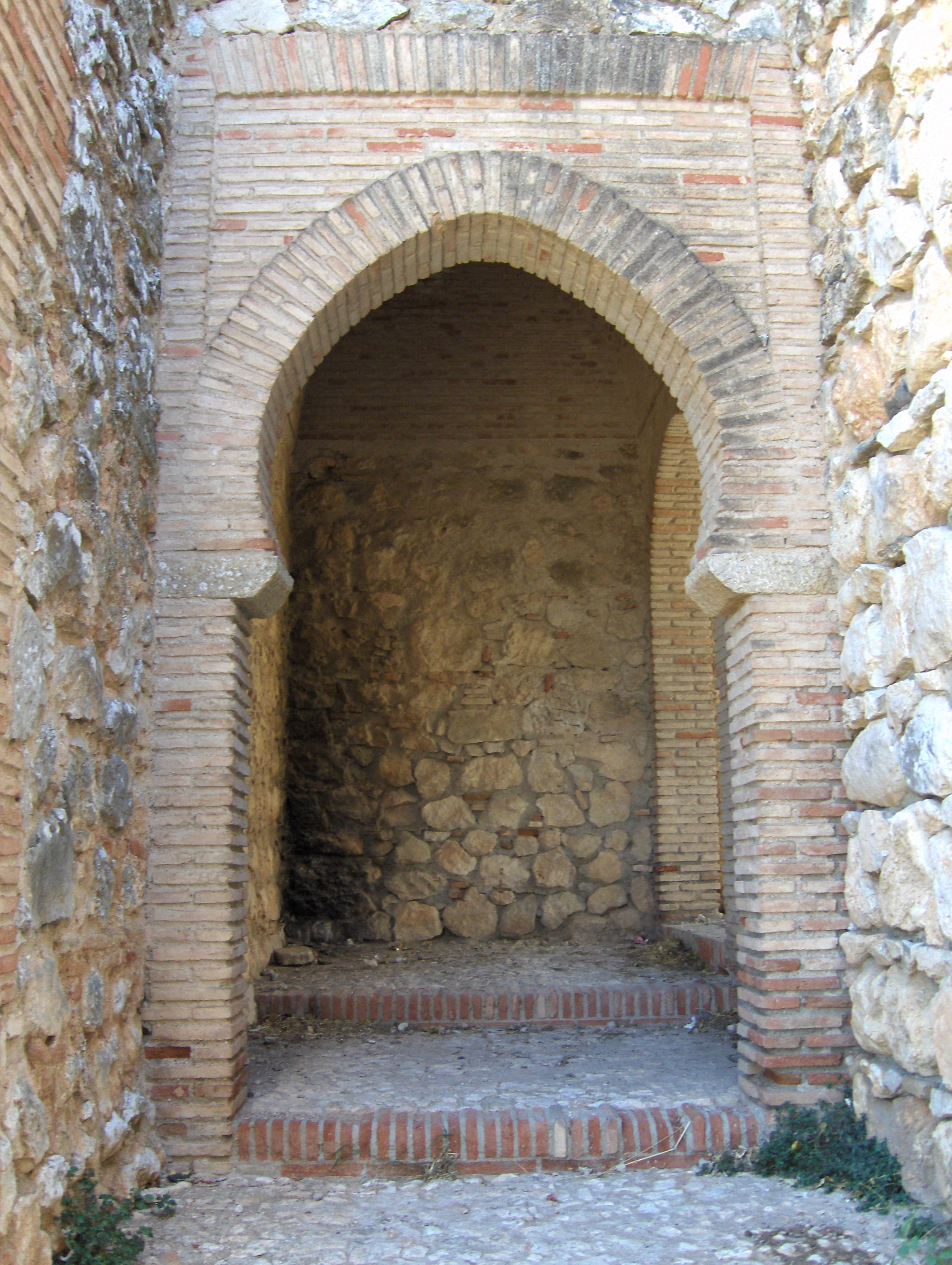
Abgewinkeltes Portal
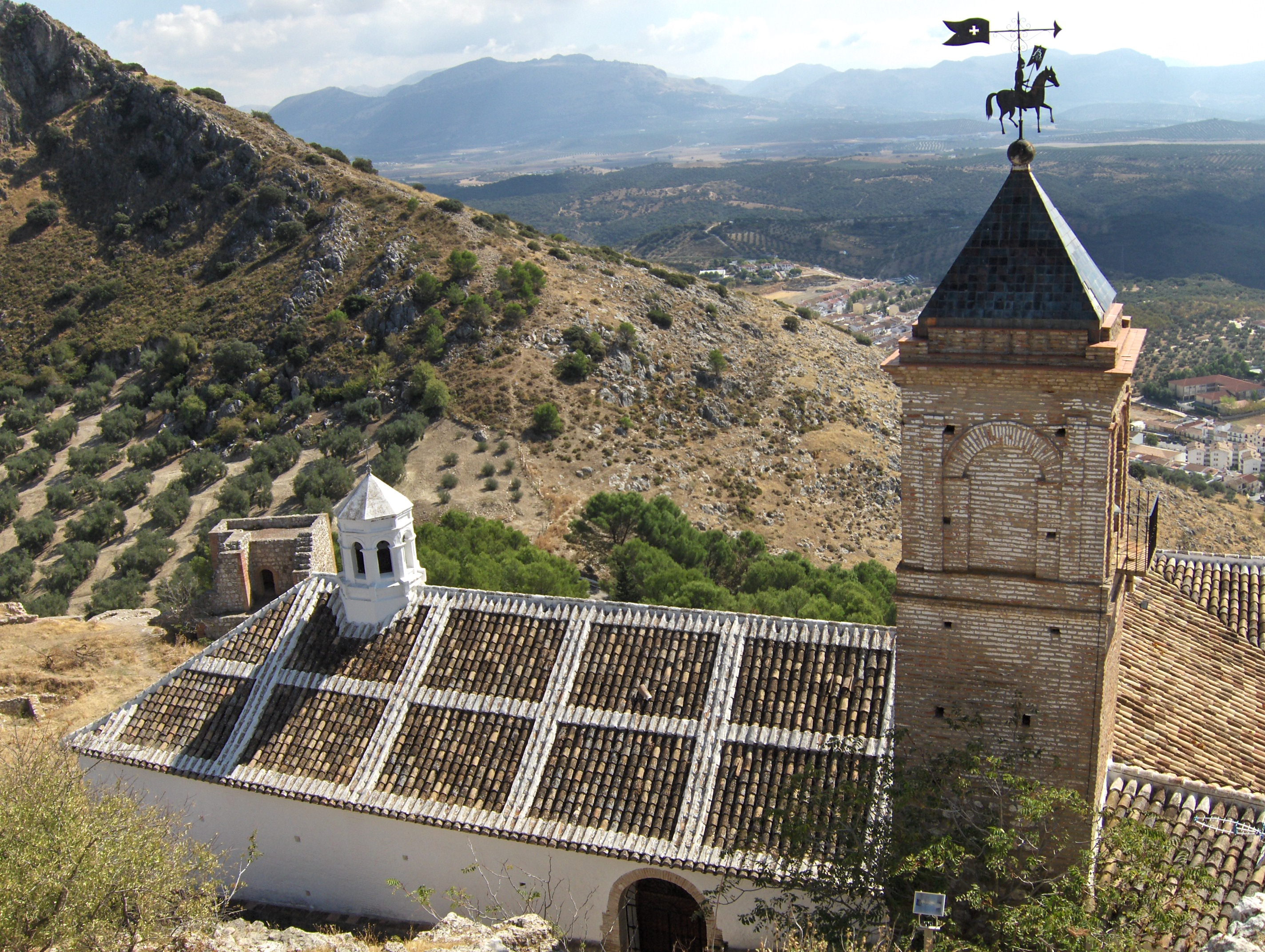
Blick über die Ermita de la Gracia ins Tal
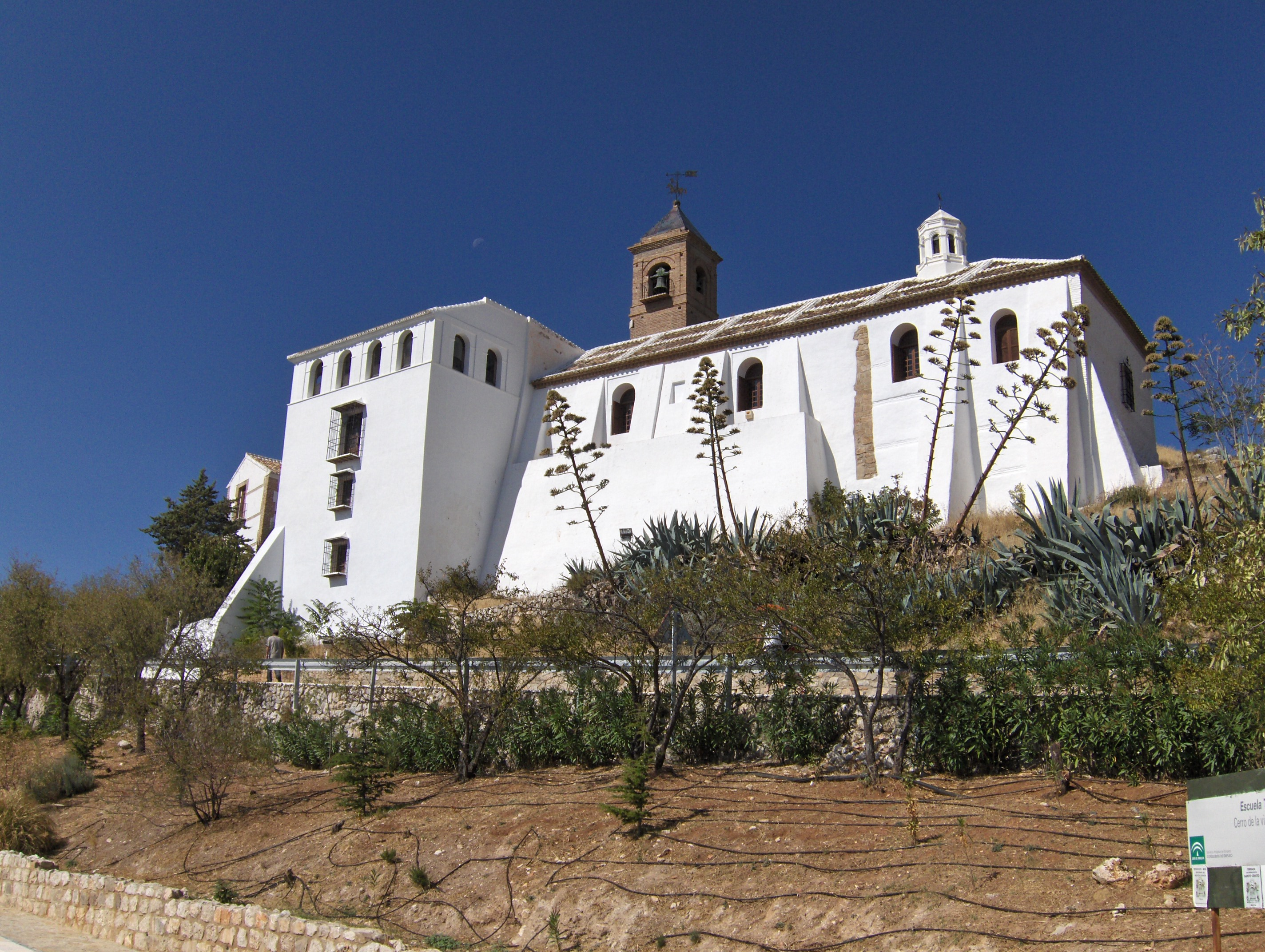
Ermita de la Gracia
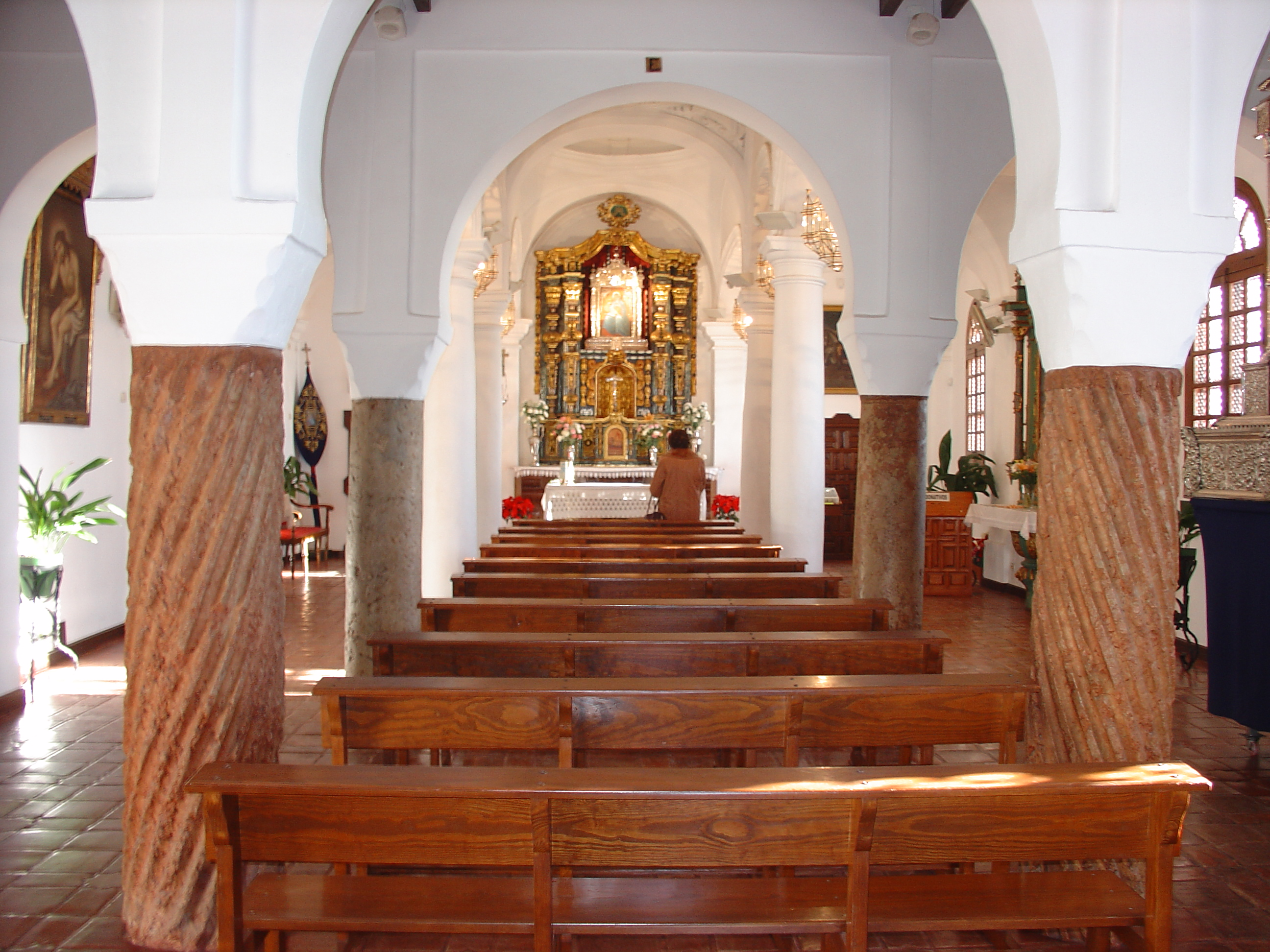
Inneres der Kirche

- Zentrum der Stadt ist ein von weißgetünchten dreigeschossigen Häusern aus dem späten 18. Jahrhundert umstandener achteckiger Platz (Plaza Ochavada), auf welchem ehemals auch Stierkämpfe (corridas) stattfanden. Die Tür- und Fenstereinfassungen der Häuser sind mit Ziegelsteinen farblich abgesetzt.[14]
- Die dreischiffige Iglesia de Santa Ana ist ein Bau des frühen 16. Jahrhunderts, der jedoch im 18. Jahrhundert in Teilen umgestaltet wurde. Das Portal hat zwei seitliche vorgestellte Säulen und ein glockenförmiges Giebelfeld – neben einem aufruhenden Kreuz befinden sich zwei seitliche Rundfenster, ganz oben durchbricht ein kleines Doppelfenster (ajimez) den Giebel. Das gewölbte Innere der Kirche wird dominiert von einem durch seitliche geschnitzte Vorhänge beinahe rund wirkenden Altarretabel mit Stilelementen des Churriguerismus; weitere barocke Schnitzaltäre befinden sich an den Außenwänden der Seitenschiffe.[15]
- Der Convento de las Mínimas war der Sitz des Franziskanerordens; die aus dem 18. Jahrhundert stammende Kirchenfassade mit dem linksseitigen Glockenturm zeigt eine Mischung von mudéjarem Ziegelsteinmauerwerk und verputzten Feldern.[16]
- Die Iglesia de la Victoria stammt aus dem 16./17. Jahrhundert und gehörte einst zum Konvent der Minderbrüder; ihre schlichte barocke Fassade wird von einem zurückgesetzten Glockengiebel überhöht. Hinter dem Hauptaltar befindet sich eine gesonderte Kapelle (camarín).[17]
- Im ehemaligen Dominikanerkonvent befindet sich heute eine Hotelfachschule.[18]
- Die Iglesia de Jasús Nazareno stammt aus dem späten 17. Jahrhundert. Bemerkenswert sind das von Ziegelsteinmauerwerk gerahmte barocke Portal und eine Figur des kreuztragenden Jesus im Innern.[19]
- Das Edificio de la Cilla war ein Getreidespeicher (pósito) des ehemaligen Grundherrn der Stadt, des Herzogs von Osuna. Er wurde wahrscheinlich noch im 16. Jahrhundert erbaut; das barocke Portal stammt jedoch aus dem 18. Jahrhundert. Er dient heute als Städtisches Museum sowie als Ausstellungsraum.[20]

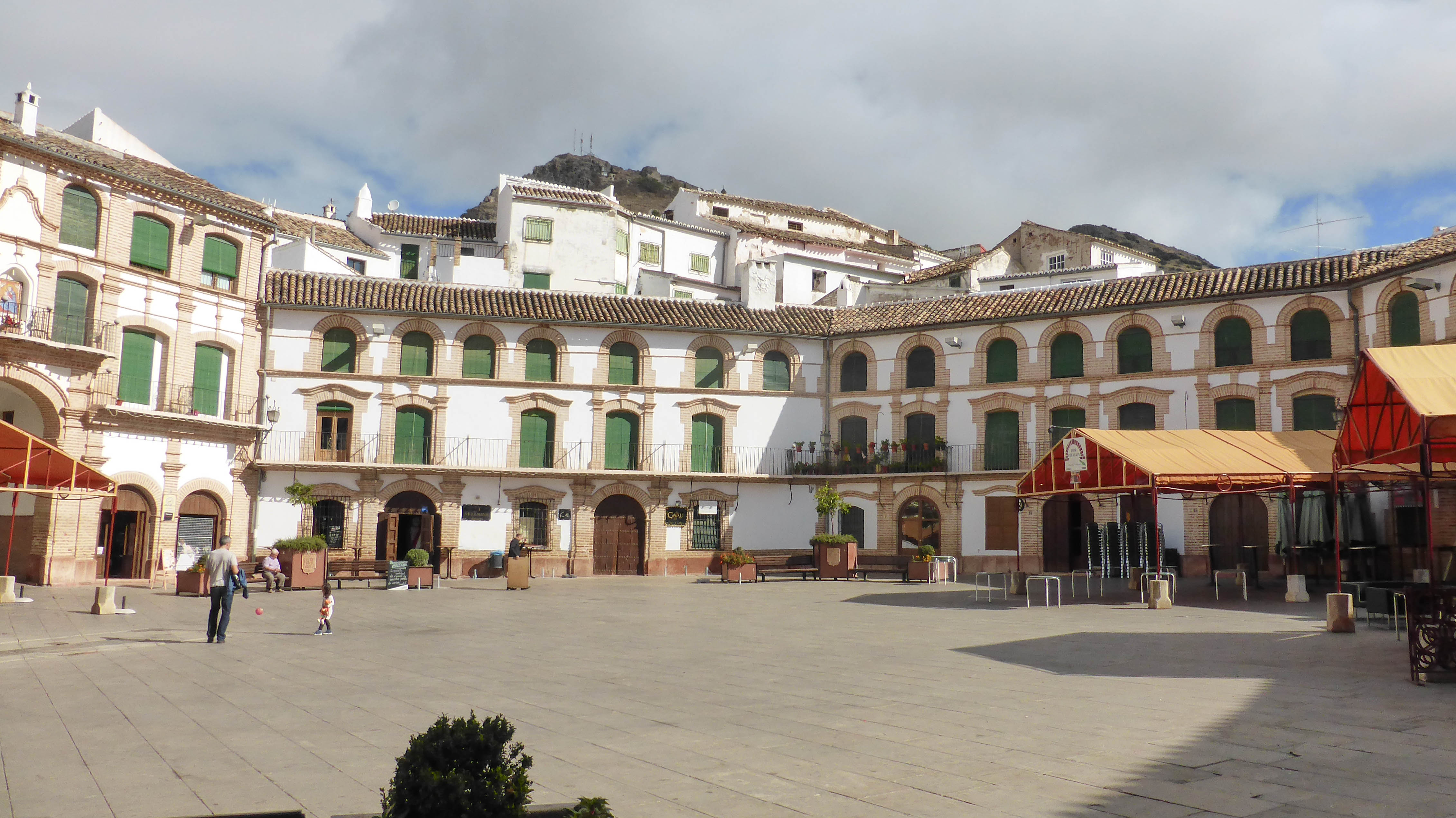
Plaza Ochavada
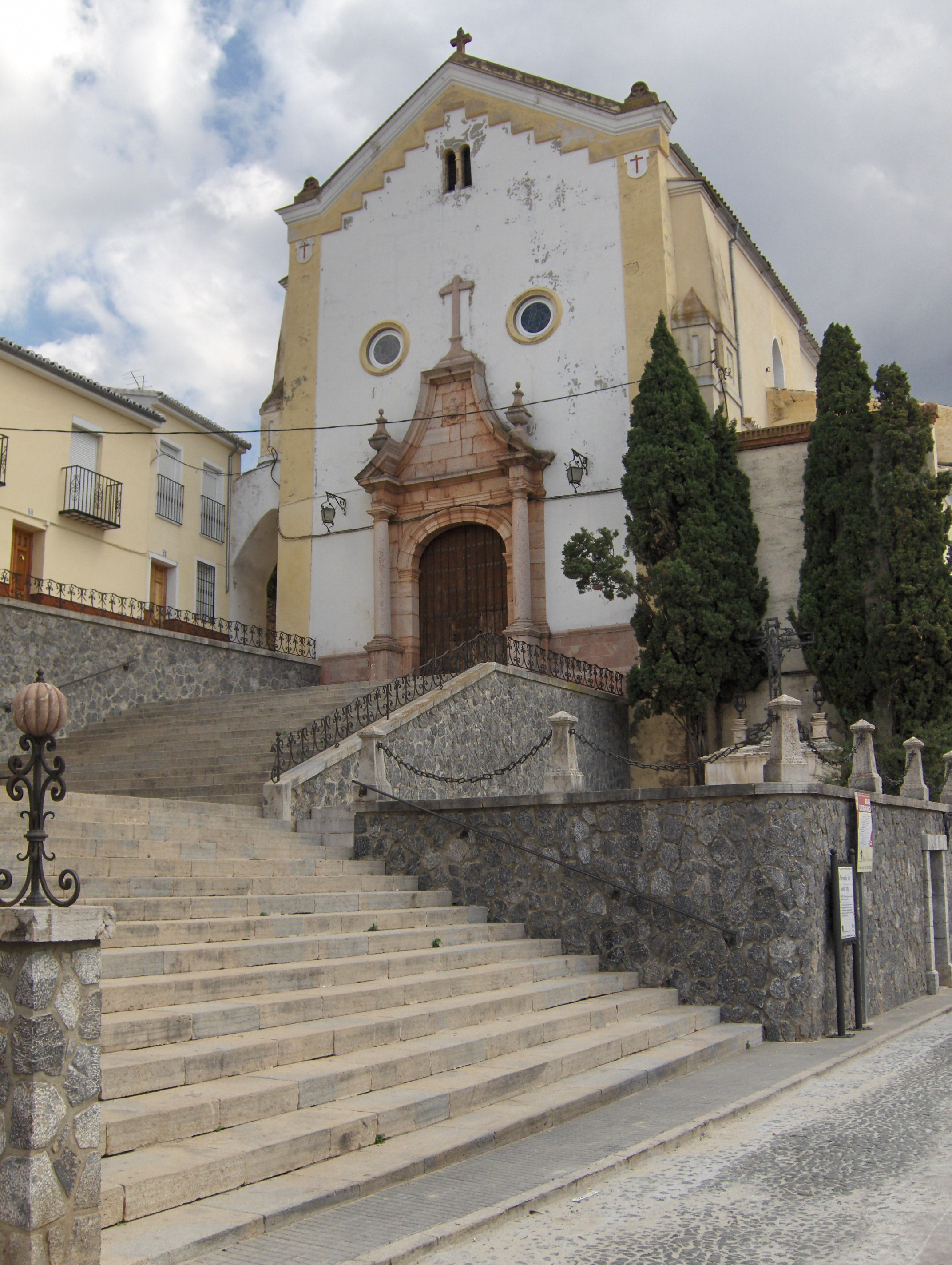
Iglesia de Santa Ana
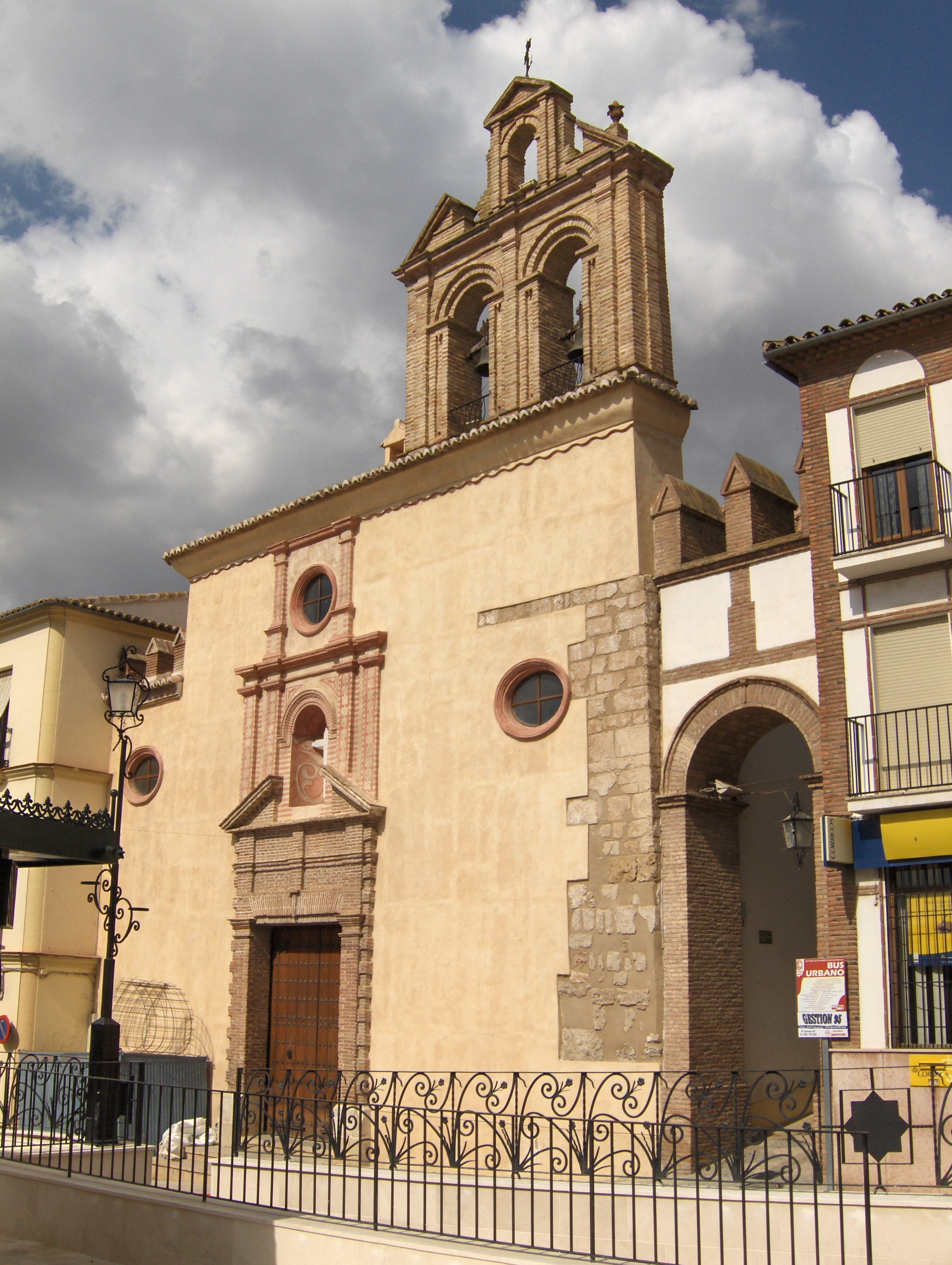
Iglesia de la Victoria
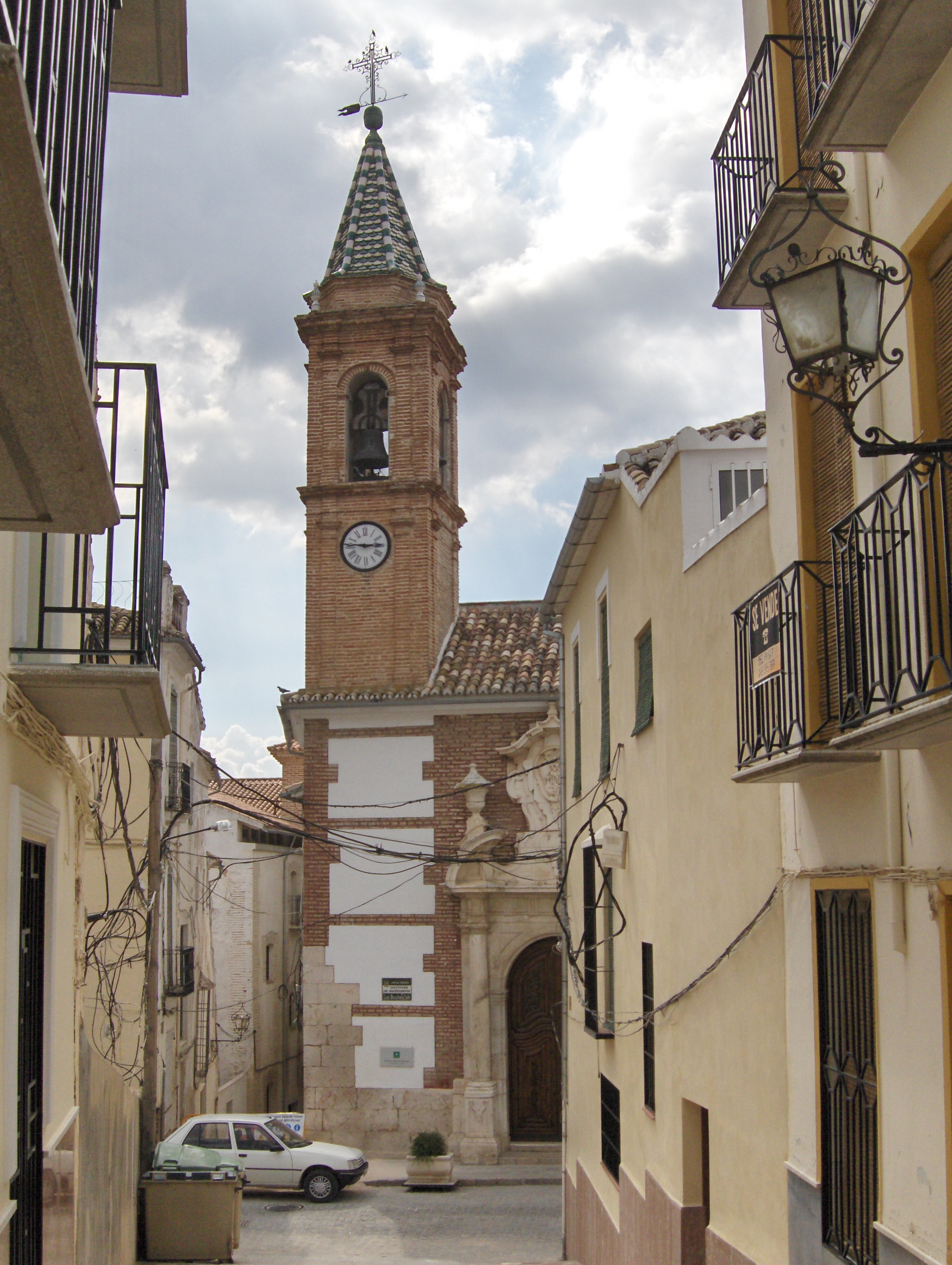
Iglesia de Jesús Nazareno

## Persönlichkeiten
- José Luis Ortiz Nuevo (* 1948), Regisseur, Leiter von Bühnenveranstaltungen, Impresario, Schauspieler, Kritiker, Dichter und Sachbuchautor